# Mustasaari (ö i Finland, Södra Savolax, S:t Michel, lat 61,44, long 27,45)
Mustasaari är en ö i Finland. Den ligger i sjön Saimen och i kommunen Sankt Michel i den ekonomiska regionen  S:t Michel och landskapet Södra Savolax, i den södra delen av landet, 190 km nordost om huvudstaden Helsingfors. Öns area är 17,8 hektar och dess största längd är 0,6 kilometer i öst-västlig riktning.